# 吉田和憲
吉田 和憲（よしだ かずのり、1947年（昭和22年）2月18日 - ）は、前・公益財団法人JKA会長（第3代）で、現・非常勤顧問。元豊田自動織機相談役。

## 来歴
東京大学農学部卒業。1981年9月、株式会社豊田自動織機製作所（現・豊田自動織機）に入社。2001年1月、自動車事業部製造部長、同6月、取締役（自動車事業部長、繊維機械事業部長）。常務取締役（トヨタ営業部・生産調査部担当）、副社長、副会長を経て、2014年6月、相談役となった。
2015年6月26日、前会長の石黒克巳の後を受けて、JKA会長に就任（任期は2年）。23歳の時からの競輪ファン。